# Catedral de Périgueux
A Catedral de Périgueux (em francês: Cathédrale Saint-Front de Périgueux) é uma catedral católica localizada na cidade de Périgueux, na França. É a sede da Diocese de Périgueux e Sarlat.
Faz parte dos Caminhos de Santiago de Compostela em França, declarados Patrimônio da Humanidade pela Unesco em 1998.